# Сатанинський фільм

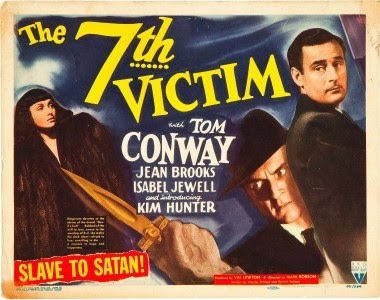
Плакат фільму «Сьома жертва» (1943) із тегом «Раб сатани!»

Сатанинський фільм — це піджанр фільму жахів, а іноді й інших жанрів фільмів, у якому Диявол використовується як концепція чи персонаж. Загальні теми/персонажі в сатанинських фільмах включають антихриста, одержимість демонами, екзорцизм і чаклунство.

## Список сатанинських фільмів

### до 1960-х років
| Назва                                                              | Директор(и)          | Актори                                               | Прем'єра | Країна                | Примітки / Посил.                                                                                       |
| ------------------------------------------------------------------ | -------------------- | ---------------------------------------------------- | -------- | --------------------- | --- |
| Лабораторія Мефістофеля (Французька: Le Cabinet de Méphistophélès) | Жорж Мельєс          |                                                      | 1897 рік | Франція               | За мотивами легенди про Фауста                                                                          |
| Фауст і Маргарита                                                  | Едвін С. Портер      |                                                      | 1900 рік | США                   | за п'єсою Мішеля Карре «Фауст і Маргарита». і опера «Фауст» 1859 року, адаптована за п'єсою Шарля Гуно. |
| Прокляття Фауста (Французька: Faust aux enfers)                    | Жорж Мельєс          |                                                      | 1903 рік | Франція               | [ 3 ]                                                                                                   |
| Фауст і Маргарита (Французька: Damnation du docteur Faust)         | Жорж Мельєс          | Жорж Мельєс                                          | 1904 рік | Франція               | [ 4 ]                                                                                                   |
| Студент Праги (нім. Der Student von Prag ака Угода з Сатаною       | Стеллан Рай          | Пол Вегенер Джон Готтовт Грете Бергер                | 1913 рік | Німецька імперія      | за мотивами " Вільяма Вілсона " та легенди про Фауста.                                                  |
| Rapsodia satanica                                                  | Ніно Оксілія         | Ліда Бореллі                                         | 1915 рік | Італія                | [ 6 ]                                                                                                   |
| Фауст (Нім. Faust — Eine deutsche Volkssage)                       | Ф. В. Мурнау         | Геста Екман Еміль Дженнінгс Камілла Горн             | 1926 рік | Веймарська республіка | [ 7 ] [ 8 ]                                                                                             |
| Хаксан (Чаклунство крізь віки)                                     | Бенджамін Крістенсен | Бенджамін Крістенсен Клара ПонтоппіданОскар Стриболт | 1929 рік | Швеція Данія          | [ 9 ]                                                                                                   |
| Сьома жертва                                                       | Марк Робсон          | Том Конвей , Джин Брукс, Ізабель Джуелл              | 1943 рік | США                   | Про молоду жінку, яка натрапляє на підпільний культ дияволопоклонників.                                 |

### 1960-ті роки
| Назва                              | Директор(и)       | Актори                                                                              | Прем'єра | Країна                                | Примітки / Посил.                                 |
| ---------------------------------- | ----------------- | ----------------------------------------------------------------------------------- | -------- | ------------------------------------- | ------------------------------------------------- |
| Маска Червоної Смерті              | Роджер Корман     | Вінсент Прайс Хейзел Корт Джейн Ашер                                                | 1964 рік | Об'єднане Королівство Сполучені Штати | Коротка розповідь Едгар Аллан По.                 |
| Засліплений                        | Стенлі Донен      | Пітер Кук Дадлі Мур Елеонора Брон                                                   | 1967 рік | Об'єднане Королівство                 | Жартівливий переказ легенди про Фауста.           |
| Чорна неділя                       | Маріо Бава        | Барбара Стіл Джон Річардсон Андреа Чеккі Іво Гаррані Артуро Домінічі Енріко Олівери | 1960 рік | Італія                                |                                                   |
| Диявол виїжджає (Наречена диявола) | Теренс Фішер      | Крістофер Лі Чарльз Грей Ніке Аррігі                                                | 1968 рік | Об'єднане Королівство                 | За мотивами роману 1934 року автор: Денніс Вітлі. |
| Дитина Розмарі                     | Роман Поланскі    | Мія Ферроу Джон КассаветисРут Гордон                                                | 1968 рік | Сполучені Штати                       | За мотивами роману 1967 року Іра Левіна.          |
| Сатаніст                           | Золтан Г. Спенсер | Пет Барінгтон Мері Бауер                                                            | 1968 рік | Сполучені Штати                       | [ 15 ]                                            |
| Відьмак                            | Вільям О. Браун   | Ентоні Ейслі Тордіс Брандт Елві Мур                                                 | 1969 рік | Сполучені Штати                       | [ 16 ]                                            |

### 1970-ті роки
| Назва                                                                                             | Директори                                | Актори | Прим‘єра | Країна                        | Примітки                                              |
| ------------------------------------------------------------------------------------------------- | ---------------------------------------- | --- | -------- | ----------------------------- | ----------------------------------------------------- |
| Усі відтінки темряви (італ. Tutti i colori del buio)                                              | Серхіо Мартіно                           | Едвіж Фенек, Джордж Хілтон, Джордж Ріго | 1972     | Italy, Spain                  | [ 17 ] [ 18 ]                                         |
| Alucarda (ісп. Alucarda, la hija de las tinieblas)                                                | Хуан Лопес Моктесума                     | Тіна Ромеро, Клаудіо Брук, Сусана Каміні | 1977     | Mexico                        | [ 19 ]                                                |
| Asylum of Satan                                                                                   | Вільям Гірдлер                           | Чарльз Кіссінджер, Нік Джоллі, Карла Бореллі | 1972     | United States                 |                                                       |
| The Bermuda Depths                                                                                | Цугунобу Котані (в титрах як Том Котані) | Лі Макклоскі Карл Везерс Конні Селлекка Джулі Вудсон Берл Айвз Рут Аттавей                                                                               | 1978     | Japan/United States           |                                                       |
| Beyond the Door                                                                                   | Овідіо Г. Асоніт                         | Джульєтта Міллс Габріеле Лавіа Річард Джонсон | 1974     | Italy/United States           |                                                       |
| The Blood on Satan's Claw (a.k.a. Satan's Skin)                                                   | Пірс Хаггард                             | Патрік Ваймарк, Лінда Хейден, Баррі Ендрюс | 1971     | United Kingdom                | [ 20 ]                                                |
| The Brotherhood of Satan                                                                          | Бернард Маківіті                         | Стротер Мартін Л. К. Джонс Чарльз Бейтман Ана Капрі Чарльз Робінсон Елві Мур Гері Райшль                                                                 | 1971     | United States                 |                                                       |
|                                                                                                   |                                          | |          |                               |                                                       |
| The Burning Hell                                                                                  | Ron Ormond                               | Jimmy Robbins, Tim Ormond, Robert G. Lee | 1974     | United States                 |                                                       |
| Целопалення                                                                                       | Ден Кертіс                               | Олівер Рід Карен Блек Бетт Девіс Лі Х. Монтгомері Айлін Гекарт Берджесс Мередіт Anthony James                                                            | 1976     | United States                 |                                                       |
| Дочки Сатани                                                                                      | Холлінгсворт Морзе                       | Том Селлек, Барра Грант, Тані Гатрі | 1972     | United States                 | [ 21 ] [ 22 ]                                         |
| Диявольський пес: Собака пекла                                                                    | Кертіс Гаррінгтон                        | Річард Кренна Іветт Мім'є Кім Річардс Айк Айзенманн | 1978     | United States                 |                                                       |
| Диявол змусив мене це зробити                                                                     | Норберт Майзель                          | Бріджит Джюрса, Енді Хопкінс, Селентія Монетт | 1974     | United States                 |                                                       |
| Дочка диявола                                                                                     | Жанно Шварц                              | Шеллі Вінтерс Белінда Монтгомері Роберт Фоксворт Джонатан Фрід                                                                                           | 1973     | United States                 |                                                       |
| Диявольський екстаз                                                                               | Брендон Дж. Картер                       | Сінді Саммерс, Тара Блер, Патрік Райт | 1977     | United States                 |                                                       |
| The Devil's Rain                                                                                  | Роберт Фуест                             | Вільям Шетнер, Ернест Боргнайн, Том Скеррітт | 1975     | Mexico, United States         | [ 23 ]                                                |
| Don't Deliver Us from Evil (фр. Mais ne nous délivrez pas du mal)                                 | Жоель Серія                              | Жанна Гупіль, Катрін Вагенер | 1971     | France                        | [ 24 ]                                                |
| The Eerie Midnight Horror Show (a.k.a. Enter the Devil) (італ. L'Ossessa)                         | Маріо Гаріаццо                           | Стелла Карначіна, Кріс Аврам | 1978     | Italy                         | [ 25 ] [ 26 ] [ 27 ]                                  |
| Equinox                                                                                           | Джек Вудс Денніс Мурен                   | Едвард Коннелл Барбара Хьюітт Френк Боннер Робін Крістофер                                                                                               | 1970     | United States                 |                                                       |
| Екзорцист                                                                                         | Вільям Фрідкін                           | Еллен Берстін, Макс фон Сюдов, Лі Джей Кобб | 1973     | United States                 | [ 28 ]                                                |
| The Hanging Woman (a.k.a. La orgía de los muertos, Beyond the Living Dead, Return of the Zombies) | Хосе Луїс Меріно                         | Стельвіо Розі, Дянік Зураковська, Пол Наші | 1973     | Spain, Italy                  |                                                       |
| I Don't Want to Be Born                                                                           | Пітер Сасді                              | Джоан Коллінз Ральф Бейтс Ейлін Аткінс | 1975     | British                       |                                                       |
| Inquisition (ісп. Inquisición)                                                                    | Пло Наші                                 | Пол Наші, Даніела Джордано, Моніка Рендалл | 1976     | Spain                         |                                                       |
| The Last Step Down (a.k.a. Even Devils Pray)                                                      | Лоуренс Рампорт                          | Олівія Джеймс, Беатріс Столен, Уші Дігард | 1971     | United States                 |                                                       |
| Спадщина                                                                                          | Річард Маркванд                          | Кетрін Росс Сем Елліотт Роджер Долтрі Джон Стендінг Маргарет Тайзак                                                                                      | 1978     | United States                 |                                                       |
| Спадок Сатани                                                                                     | Жерар Даміано                            | Джон Френсіс, Ліза Крістіан, Пол Беррі | 1974     | United States                 | [ 29 ]                                                |
| Look What's Happened to Rosemary's Baby                                                           | Сем О'Стін                               | Стівен МакХетті, Патті Дьюк, Джордж Магаріс | 1976     | United States                 | sequel to Роман Полянський's 1968 film Дитина Розмарі |
| Екзорцист II: Єретик                                                                              | Джон Бурман                              | Лінда Блер, Річард Бертон, Луїза Флетчер | 1977     | United States                 | [ 32 ]                                                |
| Love Letters of a Portuguese Nun (нім. Die Liebesbriefe einer portugesischen Nonne)               | Ервін К. Дітріх Макс Дора                | Сьюзен Хемінгуей Вільям Бергер | 1977 рік | Західна Німеччина Швейцарія   |                                                       |
| Вальс Мефісто                                                                                     | Пол Вендкос                              | Алан Алда, Жаклін Біссет, Барбара Паркінс | 1971     | United States                 | з роману з такою ж назвою Фреда Мастарда Стюарта      |
| Омен                                                                                              | Річард Доннер                            | Грегорі Пек, Лі Ремік, Девід Ворнер | 1976     | United Kingdom United States  | [ 33 ]                                                |
| Race with the Devil                                                                               | Джек Старретт                            | Пітер Фонда, Уоррен Оутс, Лоретта Світ | 1975     | United States                 | [ 34 ] [ 35 ]                                         |
| Кільце темряви (італ. Un'ombra nell'ombra)                                                        | Pier Carpi                               | Валентіна Кортезе | 1979     | Italy                         |                                                       |
| Satan War                                                                                         | Bartell LaRue                            | Саллі Шермерхорн, Джиммі Дранковіч | 1979     | United States                 |                                                       |
| Satan's Cheerleaders                                                                              | Грейдон Кларк                            | Джон Ірландія, Івонн де Карло, Джон Керрадайн | 1977     | United States                 |                                                       |
| Satan's School for Girls                                                                          | Девід Лоуелл Річ                         | Памела Франклін, Кейт Джексон, Ллойд Бохнер | 1973     | United States                 | [ 36 ]                                                |
| Satan's Slave (a.k.a. Evil Heritage)                                                              | Норман Дж. Воррен                        | Майкл Гоф, Мартін Поттер, Кендес Гленденінг | 1976     | United Kingdom                | [ 37 ] [ 38 ]                                         |
| Трикутник сатани                                                                                  | Саттон Ролі                              | Кім Новак Даг МакКлюр Алехандро Рей Ед Лаутер Джим Девіс                                                                                                 | 1975     | United States                 |                                                       |
| Сатанинське пандемоніум                                                                           | Хільберто Мартінес Соларес               | Делія Маганья, Енріке Роша, Сесілія Пезе | 1975     | Mexico                        |                                                       |
| Вартовий                                                                                          | Майкл Віннер                             | Кріс Сарандон Крістіна Рейнс Мартін Бальзам Джон Керрадайн Хосе Феррер Ава Гарднер Артур Кеннеді Берджесс Мередіт Сільвія Майлз Дебора Раффін Елі Уоллах | 1977     | United States                 |                                                       |
| Диявол                                                                                            | Метін Ерксан                             | Джихан Унал, Ерол Хедеф, Ісмаїл Хаккі Шен | 1974     | Turkey                        |                                                       |
| Shadow of Illusion (італ. Ombre roventi)                                                          | Маріо Кайано                             | Вільям Бергер, Даніела Джордано, Кріста Нелл | 1971     | Italy                         | [ 39 ]                                                |
| Щось Зле                                                                                          | Стівен Спілберг                          | Даррен Макгевін Сенді Денніс Ральф Белламі Джефф Корі | 1972     | United States                 |                                                       |
| Дочка Сатани (a.k.a. Child of Satan)                                                              | Пітер Сайкс                              | Річард Відмарк, Крістофер Лі, Онор Блекман | 1976     | United Kingdom, West Germany  | [ 40 ]                                                |
| Дотик Сатани                                                                                      | Дон Хендерсон                            | Майкл Беррі Ембі Меллей Лі Ембер Івонн Вінслоу Жанна Герсон Роберт Істон                                                                                 | 1971     | United States                 |                                                       |
| Близнюки зла                                                                                      | Джон Гаф                                 | Пітер Кушинг, Денніс Прайс, Мері Коллінсон | 1971     | United Kingdom                | [ 41 ]                                                |
| Місяць-чаркнижник                                                                                 | Білл Герберт                             | Лорі Волтерс, Джо Спано, Една Макафі | 1973     | United States                 | [ 42 ] [ 43 ]                                         |
| Демієн: Омен II                                                                                   | Дон Тейлор Майк Ходжес                   | н, Лі Грант | 1978     | United States, United Kingdom | [ 44 ] [ 45 ]                                         |

### 1980-ті роки
| Назва                                        | Директори          | Актори                                                | Прим‘єра | Країна                        | Примітки             |
| -------------------------------------------- | ------------------ | ----------------------------------------------------- | -------- | ----------------------------- | -------------------- |
| Омен 3: останній конфлікт                    | Грем Бейкер        | Сем Нілл, Ліза Гарроу, Россано Брацці                 | 1981     | United Kingdom, United States | [ 46 ]               |
| О Боже! Ти диявол                            | Пол Богарт         | Джордж Бернс, Тед Васс, Рон Сільвер                   | 1984     | United States                 | [ 47 ] [ 48 ]        |
| Янгольське серце                             | Алан Паркер        | Мікі Рурк, Роберт Де Ніро, Ліза Боне                  | 1987     | United States                 | [ 49 ] [ 50 ] [ 51 ] |
| Віруючі                                      | Джон Шлезінгер     | Мартін Шин, Роберт Лоджа, Хелен Шейвер                | 1987     | United States                 | [ 52 ]               |
| Чорні свічки (Los ritos sexuales del diablo) | Хосе Рамон Ларрас  | Хельга Ліне, Ванесса Ідальго, Джеффрі Хілі            | 1982     | Spain                         | [ 53 ]               |
| Заповіт                                      | Вальтер Грауман    | Джейн Бедлер, Кевін Конрой, Джуді Парфіт              | 1985     | United States                 | [ 54 ]               |
| Зла мова                                     | Ерік Вестон        | Клінт Говард, Р. Г. Армстронг, Джозеф Кортезе         | 1982     | United States                 | [ 55 ]               |
| Возз'єднання сім'ї                           | Майкл Хоуз         | Мел Новак, Пем Філліпс, Джек Старрет                  | 1989     | United States                 |                      |
| Не бійтеся зла                               | Френк Лалоджа      | Стефан Арнгрім, Елізабет Хоффман, Кетлін Роу МакАллен | 1981     | United States                 | [ 56 ]               |
| Вбивство Сатани (Lumaban ka, Satanas)        | Ефрен С. Піньон    | Рамон Ревілья, Елізабет Оропеса, Джордж Естреган      | 1983     | Philippines                   |                      |
| Нічний потяг до терору                       | Джей Шлосберг-Коен | Джон Філіп Лоу, Кемерон Мітчелл                       | 1985     | United States                 | [ 57 ]               |
| Нічний відвідувач (він же Never Cry Devil)   | Руперт Гітциг      | Річард Раундтрі, Елліотт Ґулд, Шеннон Твід            | 1989     | United States                 | [ 58 ]               |
| Первинне зло                                 | Роберта Фіндлі     | Вільям Беквіт, Крістін Мур, Мевіс Гарріс              | 1988     | United States                 |                      |
| Принц темряви                                | Джон Карпентер     | Дональд Плезенс, Віктор Вонг, Джеймсон Паркер         | 1987     | United States                 | [ 59 ]               |
| Кошмар рок-н-ролу                            | Джон Фазано        | Джон Мікл Тор, Джилліан Пері, Тереза Сімпсон          | 1987     | United States                 | [ 60 ]               |
| Trick or Treat                               | Чарльз Мартін Сміт | Марк Прайс Тоні Філдс Джин Сіммонс Оззі Осборн        | 1986     | United States                 |                      |
| Нечестивий                                   | Каміло Віла        | Бен Кросс, N, Гел Голбрук                             | 1988     | United States                 | [ 61 ]               |
| Чорнокнижник                                 | Стів Майнер        | Джуліан Сендс Lori Singer Річард Грант                | 1989     | United States                 |                      |

### 2000-ті роки
| Назва                                     | Директор(и)                   | Актори                                                                    | Прем'єра | Країна                     | Примітки / Посил.                                      |
| ----------------------------------------- | ----------------------------- | ------------------------------------------------------------------------- | -------- | -------------------------- | ------------------------------------------------------ |
| Благослови Дитя                           | Чак Рассел                    | Кім Бейсінгер, Джиммі Смітс, Анджела Беттіс, Руфус Сьюелл, Крістіна Річчі | 2000 рік | Сполучені Штати, Німеччина | за мотивами роману однойменний автор Кеті Кеш Спеллман |
| Fever Night aka Band of Satanic Outsiders | Джордан Гарріс, Ендрю Шрейдер | Пітер Тулліо, Філіп Марлатт, Мелані Роуз Вілсон                           | 2009 рік | Сполучені Штати            | про сатанинські прояви                                 |
| Мегіддо: Код Омега 2                      | Браян Тренчард-Сміт           | Майкл Йорк, Майкл Бін, Даян Венора                                        | 2001 рік | Сполучені Штати            | подальші дії до 1999 фільм Код Омега                   |
| Дощ Дощ Прийди знову                      | Джаярадж                      | Аджай Хосе, Реджі В. Наір, Дів'я Лакшмі                                   | 2002 рік | Індія                      | перший малаяламський фільм у центрі на тему сатанізму. |
| Екзорцизм Емілі Роуз                      | Скотт Дерріксон               | Лаура Лінні, Том Вілкінсон                                                | 2005 рік | Сполучені Штати            | вільно заснований на історії Аннеліз Мішель            |
| Дев'яті ворота                            | Роман Поланскі                | Джонні Депп, Лена Олін, Френк Лангелла                                    | 2000 рік | Франція, Іспанія           | про рідкісну та старовинну книгу за виклик Диявола     |
| Омен (він же Омен: 666)                   | Джон Мур                      | Джулія Стайлз, Лієв Шрайбер, Мія Ферроу                                   | 2006 рік | Сполучені Штати            | ремейк фільму 1976 року однойменний                    |

### 2010-ті роки
| Назва                                   | Директор(и)                            | Актори | Прем'єра | Країна                                                   | Примітки / Посил.    |
| --------------------------------------- | -------------------------------------- | --- | -------- | -------------------------------------------------------- | -------------------- |
| Дочка Чорного Плаща (він же лютий)      | Оз Перкінс                             | Кірнан Шипка Емма Робертс Люсі Бойнтон Лорен Голлі Джеймс Ремар                                           | 2015 рік | Канада/Сполучені Штати                                   |                      |
| Моторошні пригоди Сабріни (Серіал)      | Роберто Аґірре-Сакаса                  | Кірнан Шипка Міранда Отто Люсі Девіс Ченс Пердомо Мішель Гомес Таті Габріель Ебігейл Ковен Аделін Рудольф | 2018 рік | Сполучені Штати                                          |                      |
| Диявол (він же Нічні хроніки 1: Диявол) | Джон Ерік Даудл                        | | 2010 рік | Сполучені Штати                                          | [ 74 ] [ 75 ] [ 76 ] |
| Останній екзорцизм                      | Деніел Стамм                           | Патрік Фабіан, Ешлі Белл, Айріс Бахр                                                                      | 2010 рік | Сполучені Штати                                          | [ 77 ] [ 78 ]        |
| Останній екзорцизм, частина II          | Ед Гасс-Доннеллі                       | Ешлі Белл, Джулія Гарнер, Спенсер Трет Кларк                                                              | 2013 рік | Сполучені Штати                                          | [ 79 ] [ 80 ]        |
| Цукерка диявола                         | Шон Бірн                               | Ітан Ембрі, Ширі Епплбі, Прюітт Тейлор Вінс                                                               | 2015 рік | Сполучені Штати                                          | [ 81 ] [ 82 ]        |
| Обряд                                   | Мікаель Хофстрем                       | Ентоні Гопкінс, Колін О'Донох'ю, Аліса Брага                                                              | 2011 рік | Сполучені Штати, Угорщина, Італія, Об'єднане Королівство | [ 83 ] [ 84 ]        |
| Відьма                                  | Роберт Еґґерс                          | Аня Тейлор-Джой, Ральф Інесон, Кейт Дікі                                                                  | 2015 рік | Сполучені Штати, Канада                                  | [ 85 ]               |
| Зірчасті очі                            | Кевін Кельш Денніс Відмайер            | Олександра Ессое Аманда Фуллер Ной Сеган                                                                  | 2014 рік | Сполучені Штати                                          |                      |
| Гра в хованки                           | Метт Беттінеллі-Олпін, Тайлер Джиллетт | Самара Вівінг, Адам Броуді, Марк О'Браєн                                                                  | 2019 рік | Сполучені Штати                                          | [ 86 ]               |